# Danni Barry
Danni Barry (ca. 1985, Mayobridge, County Down, Noord-Ierland) is een Noord-Iers chef-kok, bekend van restaurant Eipic in Belfast, Noord-Ierland.

## Carrière
Haar interesse voor het koken werd gewekt toen zij als veertienjarige werkte als afwashulp in een restaurant, eigenlijk alleen met als doel geld voor een auto te kunnen sparen. Later volgde zij een koksopleiding in Newry. Een stageplaats bij Deanes Restaurant werd het begin van haar culinaire carrière toen zij hier in 2003 een baan aangeboden kreeg. Barry maakte daardoor de opleiding niet af. In 2007 vertrok zij bij Deanes om buiten Noord-Ierland ervaring op te doen. Zo deed Barry ervaring op in Engeland, Australië, Nieuw-Zeeland, Zuid-Afrika en Spanje. Zij werkte onder meer voor Simon Rogans tweesterrenrestaurant L'Enclume en werd later chef-kok bij "Rogan & Company" in Cartmel, Cumbria. In 2014 keerde zij terug naar Belfast toen Michael Deane haar de functie van chef-kok bij het toen nieuwe restaurant Eipic aanbood. Barry verliet Eipic in september 2017 om een eigen restaurant te gaan beginnen.
Danni Barry werkt ook als gastdocent aan de Dublin Cookery School.

## Kookstijl
Barry verkiest het gebruik van lokale ingrediënten. Daarnaast gelooft zij dat verse en seizoensproducten de beste resultaten en smaken opleveren.

## Overtuigingen
Barry is van mening dat de genderongelijkheid in de keuken veroorzaakt wordt door het onderwijssysteem. Zij hoopt samen te kunnen werken met scholen en universiteiten om duidelijk te maken dat koksopleidingen ook zinvol en haalbaar zijn voor vrouwen.

## Onderscheidingen
- Drie AA-rozetten met "Rogan & Company"[9]
- Drie AA-rozetten met "Eipic"[9]
- 2015-heden: Een Michelinster met Eipic[10][11]
- 2016: Irish Chef of the Year, Food and Wine Magazine[1]
- 2017: Best Chef in Ireland, Restaurant Association of Ireland (RAI)[12]

## Persoonlijk
Danni Barry heeft drie broers en zusters.